# Atención

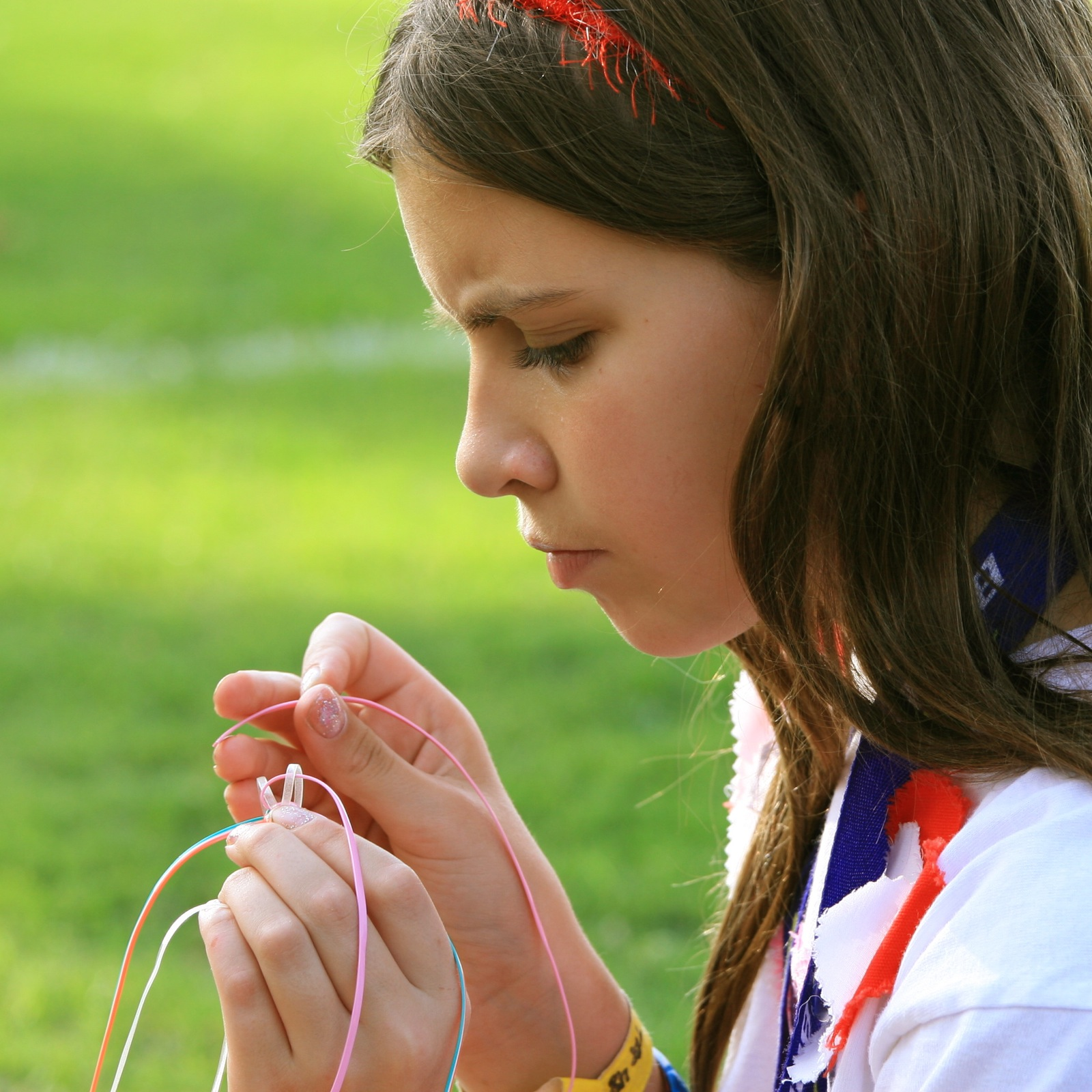
Atención enfocada

La atención es el proceso conductual y cognitivo de concentración selectiva en un aspecto discreto de la información, ya sea considerada subjetiva u objetiva, mientras que se ignoran otros aspectos perceptibles. La atención también ha sido denominada como la asignación de recursos de procesamiento limitados.
Prácticamente la atención se puede definir como la capacidad que tienen las personas para seleccionar, mantener o dirigir la información relevante. Es decir, la atención es un proceso cognitivo que permite orientarnos hacia aquellos estímulos que son relevantes dándoles prioridad e ignorando los que no lo son. En resumen se puede decir que la atención nos sirve para guiar, elegir, mantener y procesar correctamente la información importante.
Desde el punto de vista de la psicología, la atención no es un concepto único, sino el nombre atribuido a una variedad de fenómenos. Tradicionalmente, se ha considerado de dos maneras distintas, aunque relacionadas. Por una parte, la atención como una cualidad de la percepción hace referencia a la función de la atención como filtro de los estímulos ambientales, decidiendo cuáles son los estímulos más relevantes y dándoles prioridad por medio de la concentración de la actividad psíquica sobre el objetivo, para un procesamiento más profundo en la conciencia. Por otro lado, la atención es entendida como el mecanismo que controla y regula los procesos cognitivos; desde el aprendizaje por condicionamiento hasta el razonamiento complejo.

## Características de la atención
Podríamos destacar las siguientes características de la atención como las más importantes:
- Amplitud

Hace referencia a la cantidad de información a la que podemos atender al mismo tiempo y al número de tareas que podemos realizar simultáneamente.
- Intensidad

Es innegable que todos sentimos alguna vez la sensación de estar más o menos atentos, a esto se le denomina intensidad de la atención o tono atencional. Puede definirse entonces como la cantidad de atención que le prestamos a un objeto o tarea y está directamente relacionada con el nivel de vigilia y alerta de un individuo. Pueden producirse variaciones en la intensidad denominadas como fluctuaciones de la atención al descenso de la intensidad de la atención se le denomina “lapsus de atención”. Los cambios de atención pueden ser cortos y transitorios denominándose “cambios fásicos”, cuando son largos y relativamente permanentes se denominan cambios tónicos.
- Oscilamiento o desplazamiento de la atención

La atención cambia y oscila continuamente, ya sea porque procesamos dos o más fuentes de información (estímulos atendidos) o bien porque nos encontramos realizando dos tareas y la atención se va dirigiendo alternativamente de una a otra (shifting).
El tiempo de las oscilaciones de la atención puede ser variable.
- Control

Supone dirigir la atención y poner en marcha sus mecanismos de funcionamiento en función de las demandas del ambiente y de la tarea que vamos a realizar, en este caso hablamos de atención controlada. La atención controlada a diferencia de la no controlada requiere un esfuerzo por parte del sujeto para mantenerla. Muchos autores afirman que es ésta, la característica más importante de la atención.

## Factores que influyen en la atención

### Determinante externos
Los determinantes externos son los que proceden del medio y posibilitan que el individuo mantenga la atención hacia los estímulos que se le proponen, es decir, depende del medio ambiente.
- Potencia del estímulo. Es evidente que un sonido de gran intensidad es capaz de atraer nuestra atención. Lo mismo sucede con los colores intensos con respecto a los tonos más suaves.

- Cambio. Siempre que se presenta un cambio que modifica nuestro campo de percepción, nuestra mente es atrapada por los estímulos que modifican la situación de estabilidad.

- Tamaño. La publicidad emplea con gran eficacia este principio. Sin embargo, se ha logrado descubrir que el tamaño posee menos atractivo que el cambio o que la potencia del estímulo.

- Repetición. Un estímulo débil, pero que se repite constantemente, puede llegar a tener un impacto de gran fuerza en la atención. Es muy utilizado en anuncios comerciales.

- Movimiento. El desplazamiento de la imagen (real o aparente) provoca reacción y tiene un gran poder para la atención

- Contraste. Cuando un estímulo contrasta con los que le rodean, llama más la atención. Puede haber dos situaciones: El contraste por aparición, en la que el estímulo contrasta porque no estaba presente hasta ese momento, y el contraste por extinción, donde el contraste lo provoca el hecho de darse cuenta de que ya no está.

- Organización estructural. Los estímulos que se presentan deben estar organizados y jerarquizados, de manera que posibiliten recibir correctamente la información.

### Determinantes internos
Los determinantes internos o propios de la persona, son los que dependen del individuo, y condicionan aún más, no solo la capacidad y desarrollo de la atención, sino también su rendimiento.
- Emoción. Los estímulos que provocan emociones de mayor intensidad tienden a atraer la atención del sujeto que los percibe. Esto depende también del nivel interno de activación emocional de la persona, también llamado arousal.[3]

- Estado orgánico o estadio orgánico. Este factor se relaciona con las pulsiones que experimenta el individuo al momento de recibir la estimulación.  Por ejemplo, si una persona se encuentra sedienta, es seguro que le atraerán más intensamente los estímulos relacionados con la satisfacción de su necesidad). Tiene que ver también con la disposición estable orientada a la supervivencia.

- Intereses. Esto se refiere a aquello que atrae la atención en función de los intereses que se tengan. Por ejemplo, un aficionado al alpinismo se sentirá fuertemente atraído por una vista de montañas nevadas, mientras que un biólogo será atrapado por la imagen de una especie en peligro de extinción.

- Evaluación de esfuerzo que requiere la tarea. La evaluación que una persona lleva a cabo sobre el esfuerzo que puede suponerle una tarea determinada puede producir un mayor o menor grado de activación de la atención en su desempeño.[3]

- Distracción. Relacionada en parte con la orientación a objetivos transitorios dependientes de las necesidades del momento.[3] La distracción también puede hacer referencia a la concentración excesiva del sujeto en su mundo interior, ordinariamente llamada "ensimismamiento".

- Sugestión social. Puede llegar a atraer la atención de otras personas por invitación, que es más que por simple imitación.

- Curso del pensamiento. Independientemente de las pulsiones o de los intereses del individuo, si el curso de su pensamiento se encuentra siguiendo ciertas ideas y un estímulo relacionado se le presenta en ese momento, este último captará su atención en forma inmediata.

## Clasificación

### Según la implicación del sujeto
Dependiendo de la implicación del sujeto a la hora de gestionar su propia atención, podemos hablar de tres tipos:
- Activa y voluntaria (deliberada) cuando se orienta y proyecta mediante un acto consciente, con un fin de utilidad práctica y en su aplicación buscamos aclarar o distinguir algo. La motivación activa nuestra atención hacia ese objeto. Ejemplos:
  - Cuando atendemos a un estímulo porque hay un interés subyacente, no por la potencia del estímulo en sí misma.
  - Cuando mantenemos la atención en situaciones que nos interesan pero a la vez nos fatigan.

- Activa e involuntaria: Es la orientada por una percepción.

- Pasiva: es atraída sin esfuerzo.Como un simple movimiento de una hoja nos llama la atención.

### Según el objeto y el grado de activación psicológica

#### Atención selectiva
Es la capacidad de un organismo para concentrarse en una sola fuente de información, desechando otros estímulos que puedan interferir. Por tanto, implica no solamente seleccionar la información relevante, sino también inhibir activamente la información irrelevante.
Se refuerza cuando las disposiciones del sujeto permiten anticipar el ciclo perceptual, que incluye los esquemas anticipatorios. Donald Broadbent desarrolló un modelo, conocido como "metáfora del filtro" o "cuello de botella", para explicar la atención selectiva.

#### Atención dividida
Consiste en los procesos que un sujeto pone en funcionamiento para atender, de modo simultáneo, varias demandas del ambiente que se le presentan a la vez en un momento o tarea dadas, distribuyendo los recursos atencionales entre las actividades o estímulos. En estos casos, las tareas que menos recursos demandan son las altamente automatizadas por el sujeto (por ejemplo, en el caso de la conducción). Estos procesos dependen de un procesador central ejecutivo que gestiona los recursos atencionales.

#### Atención sostenida
Hace referencia a la persistencia de la atención en el tiempo para concentrarse en una tarea antes de que empiece a cometer errores. Resulta fundamental en las actividades escolares y laborales.

## Atención multitarea y dividida
La multitarea puede definirse como el intento de realizar dos o más tareas simultáneamente; sin embargo, las investigaciones demuestran que cuando se realiza una multitarea, las personas cometen más errores o realizan sus tareas con más lentitud. La atención debe dividirse entre todas las tareas componentes para realizarlas.  En la atención dividida, los individuos atienden o prestan atención a múltiples fuentes de información a la vez o realizan más de una tarea al mismo tiempo.
En investigaciones más antiguas se estudiaron los límites de las personas que realizaban tareas simultáneas, como leer cuentos, mientras escuchaban y escribían otra cosa, o escuchar dos mensajes separados a través de oídos diferentes (es decir, escucha dicótica).  En general, la investigación clásica sobre la atención investigó la capacidad de las personas para aprender nueva información cuando había múltiples tareas que realizar, o para sondear los límites de nuestra percepción (c.f. Donald Broadbent).  También existe literatura más antigua sobre el rendimiento de las personas en múltiples tareas realizadas simultáneamente, como conducir un coche mientras se sintoniza una radio o conducir mientras se habla por teléfono.
La gran mayoría de las investigaciones actuales sobre la multitarea humana se basan en la realización de dos tareas simultáneamente, lo que suele implicar conducir mientras se realiza otra tarea, como enviar mensajes de texto, comer o incluso hablar con los pasajeros del vehículo o con un amigo por el móvil.  Esta investigación revela que el sistema atencional humano tiene límites en cuanto a lo que puede procesar: el rendimiento al volante es peor mientras se realizan otras tareas; los conductores cometen más errores, frenan más fuerte y más tarde, sufren más accidentes, se desvían hacia otros carriles y/o son menos conscientes de su entorno cuando realizan las tareas mencionadas anteriormente.
Se ha encontrado poca diferencia entre hablar por un móvil manos libres o por un móvil de mano, lo que sugiere que es la tensión del sistema atencional lo que causa problemas, más que lo que el conductor esté haciendo con las manos.  Aunque hablar con un pasajero es tan exigente desde el punto de vista cognitivo como hablar con un amigo por teléfono, pasajeros pueden cambiar la conversación en función de las necesidades del conductor.  Por ejemplo, si el tráfico se intensifica, un pasajero puede dejar de hablar para permitir que el conductor navegue por la calzada cada vez más difícil; un interlocutor por teléfono no sería consciente del cambio de entorno.
Ha habido múltiples teorías sobre la atención dividida. Una, concebida por Kahneman, explica que existe un único conjunto de recursos atencionales que pueden dividirse libremente entre múltiples tareas. Sin embargo, este modelo parece excesivamente simplificado debido a las diferentes modalidades (por ejemplo, visuales, auditivas, verbales) que se perciben.  Cuando las dos tareas simultáneas utilizan la misma modalidad, como escuchar una emisora de radio y escribir un trabajo, es mucho más difícil concentrarse en ambas porque es probable que las tareas interfieran entre sí. El modelo de modalidad específica fue teorizado por Navon y Gopher en 1979. Sin embargo, investigaciones más recientes que utilizan paradigmas de doble tarea bien controlados apuntan a la importancia de las tareas.
Como alternativa, se ha propuesto la teoría de los recursos como una metáfora más precisa para explicar la atención dividida en tareas complejas. La teoría de los recursos afirma que, a medida que se automatiza cada tarea compleja, la realización de esa tarea requiere menos recursos atencionales de la capacidad limitada del individuo. En nuestra capacidad para prestar atención y concentrarnos en muchas tareas a la vez intervienen otras variables. Entre ellas se incluyen la ansiedad, la excitación, la dificultad de la tarea y las habilidades.

## Patologías
Las perturbaciones de la atención se conocen como "disprosexias" y son fundamentalmente de orden cuantitativo:

### Alteraciones cuantitativas
- Hiperprosexia: hiperactividad de la atención, característica de trastornos con ideas delirantes.
- Hipoprosexia: disminución de la capacidad de la atención, incluso para estímulos relevantes.
- Aprosexia: es la pérdida total de la atención.

### Alteraciones cualitativas
- Pseudoaprosexia: atención centrada en estímulos internos y desatendiendo a los estímulos externos.
- Paraprosexia: inestabilidad de atención, característica de trastornos maníacos.

### Trastorno por déficit de atención con hiperactividad (TDAH)
El trastorno por déficit de atención con hiperactividad se trata de un cuadro diagnóstico en el que hay implicados otros síntomas que afectan a la actividad, las relaciones y la vida diaria de la persona. Se considera una condición permanente del desarrollo neuropsiquiátrico. Se clasifica en 3 subcategorías diagnósticas:
- TDAH predominantemente hiperactivo/impulsivo.
- TDAH predominantemente inatento.
- TDAH combinado.